# Thank You, Charlie Christian
| Recensione | Giudizio |
| ---------- | -------- |
| AllMusic   |          |

Thank You, Charlie Christian è un album a nome The Herb Ellis Quintet, pubblicato dalla Verve Records nel gennaio 1961.

## Descrizione
Nelle note di retrocopertina, dello stesso Herb Ellis, il chitarrista omaggia il pioniere della chitarra elettrica Charlie Christian,
sottolineando, oltre al suo modo di suonare, dà al proprio strumento una profondità di sentimenti che, secondo Herb, nessun chitarrista ha mai raggiunto.
L'album comunque contiene perlopiù composizioni del solo Ellis, ad eccezione dei brani:
"I Told You I Loved You, Now Get Out", scritta nel 1948, in collaborazione con Lou Carter e John Frigo, una delle preferite da Herb (del brano esistono eccellenti versioni vocali di Woody Herman e June Christy).
"Cherry Kijafa", scritta da Ellis con la collaborazione di Tex Thomas, con cui Herb cura gli arrangiamenti in tutto l'album (di Cherry Kijafa il chitarrista ne apprezza l'orchestrazione del violoncello, del piano e della chitarra).
"Alexander's Ragtime Band" di Irving Berlin, Herb la incluse nell'album dopo aver ascoltato una versione del brano nel disco di Ray Charles The Genius of Ray Charles.
"Lemon Twist" porta la firma di Bobby Troup, che alcuni mesi precedenti era stato il leader di un quartetto (appunto Bobby Troup Quartet) di
cui facevano parte, oltre a Ellis, il bassista Chuck Berghofer e il batterista Kenny Hume, entrambi presenti nell'album.
Harry Babasin già compagno di college di Ellis, suona il violoncello, strumento ormai accettato anche in ambito jazz e che secondo Ellis il timbro della chitarra e quello pizzicato del violoncello si completano a vicenda.
Del pianista Frank Strazzeri, Herb (che registrò con lui in una sessione con Terry Gibbs), rimase colpito dal forte approccio ritmico e originale del suo pianoforte e lo volle in quest'album.

## Tracce
LP (1961, Verve Records, MG V-8381)
Lato A (51,004)
1. Pickley Wickley – 3:16 (musica: Herb Ellis) – Registrato il 1º giugno 1960 a Los Angeles, California
2. I Told You I Loved You, Now Get Out – 2:51 (Herb Ellis, Lou Carter, John Frigo) – Registrato il 1º giugno 1960 a Los Angeles, California
3. Cook One – 4:40 (musica: Herb Ellis) – Registrato il 2 giugno 1960 a Los Angeles, California
4. Karin – 4:16 (musica: Herb Ellis) – Registrato il 1º giugno 1960 a Los Angeles, California
5. Cherry Kijafa – 2:48 (musica: Herb Ellis, Tex Thomas) – Registrato il 2 giugno 1960 a Los Angeles, California

Lato B (51,005)
1. Thank You, Charlie Christian – 7:36 (musica: Herb Ellis) – Registrato il 2 giugno 1960 a Los Angeles, California
2. Alexander's Ragtime Band – 2:46 (musica: Irving Berlin) – Registrato il 1º giugno 1960 a Los Angeles, California
3. Lemon Twist – 2:53 (musica: Bobby Troup) – Registrato il 1º giugno 1960 a Los Angeles, California
4. Everything's Pat – 3:33 (musica: Herb Ellis) – Registrato il 1º giugno 1960 a Los Angeles, California
5. Workin' with the Truth – 1:57 (musica: Herb Ellis) – Registrato il 2 giugno 1960 a Los Angeles, California

- Durata brani ricavati dal CD pubblicato nel 2011 dalla Fresh Sound Records (FSR-CD 676)

## Formazione
The Herb Ellis Quintet
- Herb Ellis – chitarra
- Frank Strazzeri – pianoforte
- Harry Babasin – violoncello
- Chuck Berghofer – contrabbasso
- Kenny Hume – batteria

### Produzione
- Norman Granz – produzione
- Registrazioni effettuate il 1º e 2 giugno 1960 a Los Angeles, California
- Herb Ellis – note retrocopertina album originale[4][5]